# 阿什顿巷
阿什顿巷（Ashton Lane）是格拉斯哥西区的一条鹅卵石后街，通过希尔黑德（Hillhead）地铁站旁边的短巷可通百乐思路（Byres Road）。该巷以酒吧，餐馆和电影院著称。

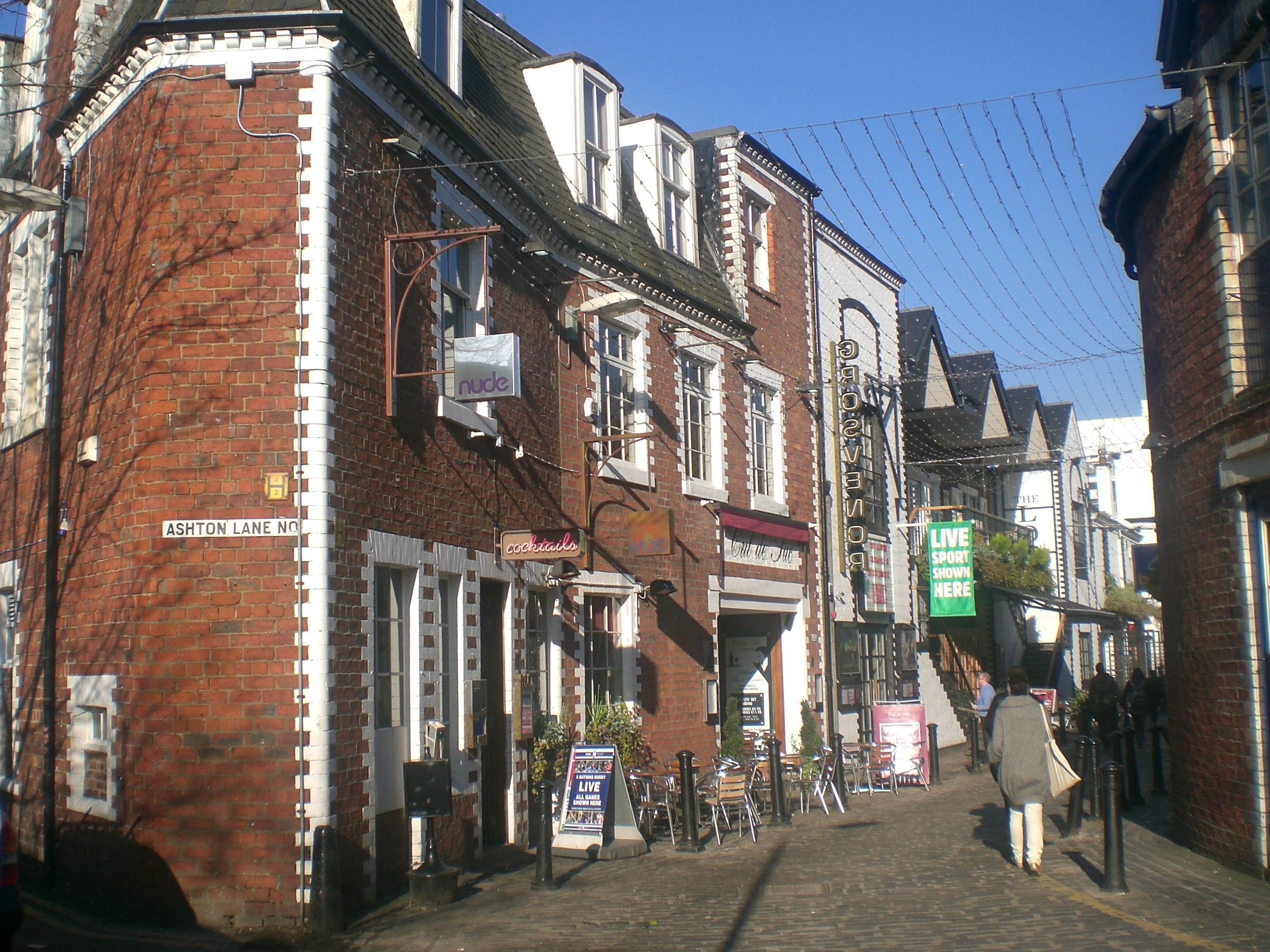
阿什顿巷

## 概述
该巷并不总是西区咖啡馆社会的焦点。到20世纪70年代初，这里还是一个破败萧条的街区，在1976年，Chip 餐厅搬到目前的位置，原为殡仪馆的废弃马厩。这个举动相当冒险，因为该巷只是繁荣的百乐思路的后巷。1977年格拉斯哥地铁关闭翻新，迫使一些店铺从百乐思路搬到阿什顿巷。其他酒吧和餐馆也陆续开张。
格罗文纳电影院（Grosvenor Picture Theatre）于1921年5月3日开张，位于百乐思路和阿什顿巷的亨德森殡仪馆原址。该建筑是由建筑师加德纳和格伦设计，外观独特。原来的入口面对百乐思路，约有1350个座位。在20世纪70年代， 它进行了大幅改建，入口从百乐思路改到阿什顿巷，老入口变成酒吧。电影院于2002年6月30日关闭，花费数百万英镑翻新，于2003年10月重新启用。
今天，阿什顿巷的大部分房屋都开设酒吧和餐馆。著名的格罗文纳咖啡馆和Chip 餐厅仍然在这里，一些人喜欢的 Jinty McGuintys 爱尔兰酒吧也开了差不多25年了。
阿什顿巷及其周围可能被视为相当于都柏林的坦普尔酒吧区或爱丁堡的玫瑰街（Rose Street），受到当地居民、学生和游客的欢迎。
55°52′29″N 4°17′34″W / 55.874757°N 4.292865°W